# 下野大沢駅

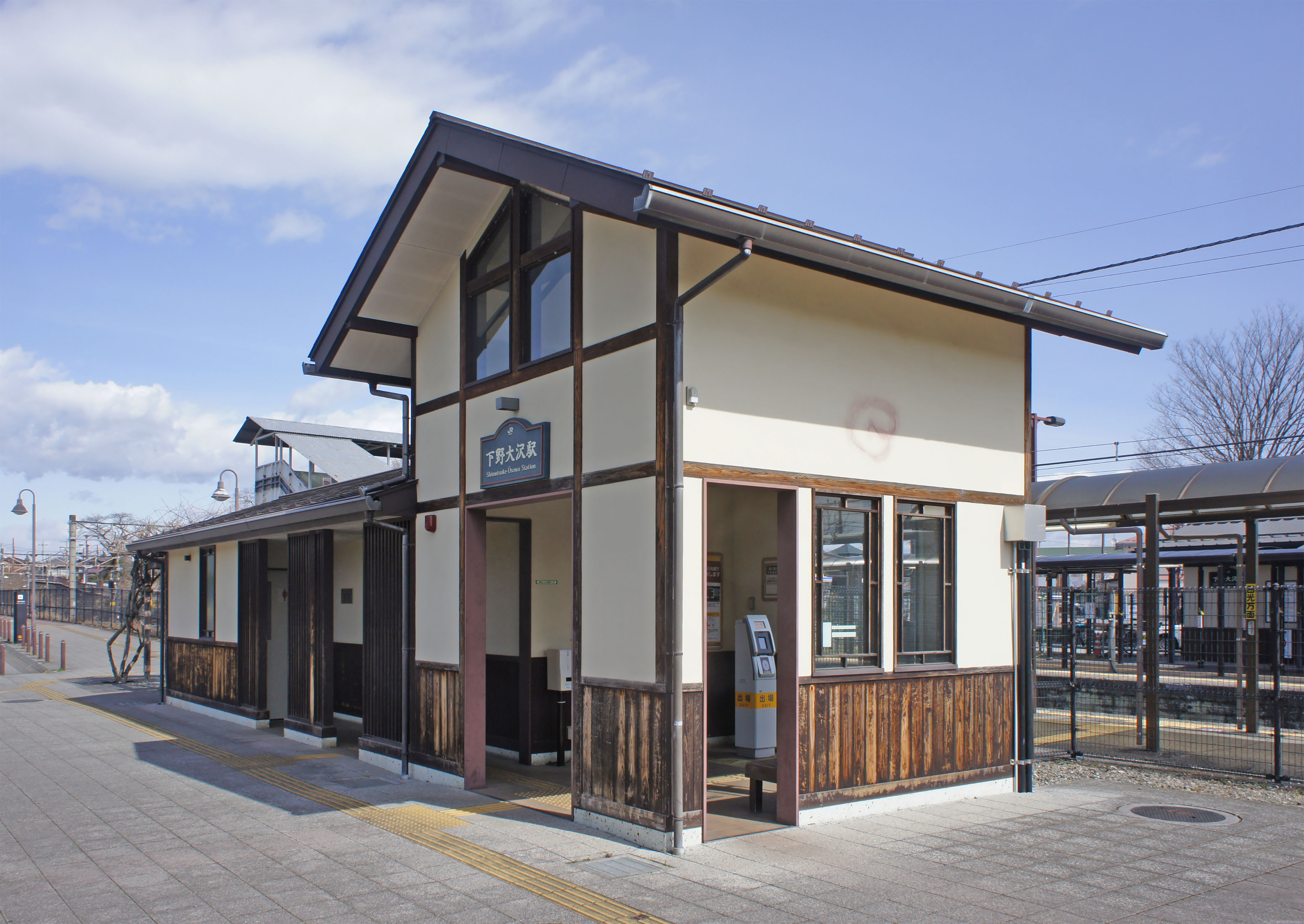
西口（2022年3月）

下野大沢駅（しもつけおおさわえき）は、栃木県日光市土沢（どさわ）にある、東日本旅客鉄道（JR東日本）日光線の駅である。

## 歴史
- 1929年（昭和4年）11月1日：下野大沢駅（しもずけおおさわえき）として開業[3]。
- 1962年（昭和37年）12月15日：同日付で貨物の取り扱いを廃止[4]。
- 1970年（昭和45年）
  - 3月14日：跨線橋を設置し、供用開始[5]。
  - 3月15日：荷物扱い廃止[2]。
- 1971年（昭和46年）10月1日：無人化[6]。
- 1987年（昭和62年）4月1日：国鉄の分割民営化により、東日本旅客鉄道の駅となる[2]。
- 1990年（平成2年）12月1日：読みをしもつけおおさわに改称。
- 1995年（平成7年）：有人化。
- 2008年（平成20年）
  - 3月14日：出札窓口の営業が終了する。
  - 3月15日：東京近郊区間拡大により、ICカード「Suica」の利用が可能となる[7]。
- 2010年（平成22年）
  - 7月：西口駅舎の工事開始。
  - 11月15日：西口駅舎完成。
  - 12月4日：西口駅舎の開設式を挙行し、供用開始[8]。

## 駅構造
相対式ホーム2面2線の地上駅である。日光駅管理の業務委託駅（JR東日本ステーションサービス委託）。簡易Suica改札機設置駅。

### のりば
| 番線 | 路線    | 方向 | 行先             |
| ---- | ------- | ---- | ---------------- |
| 1    | ■日光線 | 上り | 鹿沼・宇都宮方面 |
| 2    | ■日光線 | 下り | 今市・日光方面   |

（出典：JR東日本:駅構内図）
2番線を上下主本線とした一線スルーとなっているが、早朝などの一部列車を除き、原則として方向別に発着する。

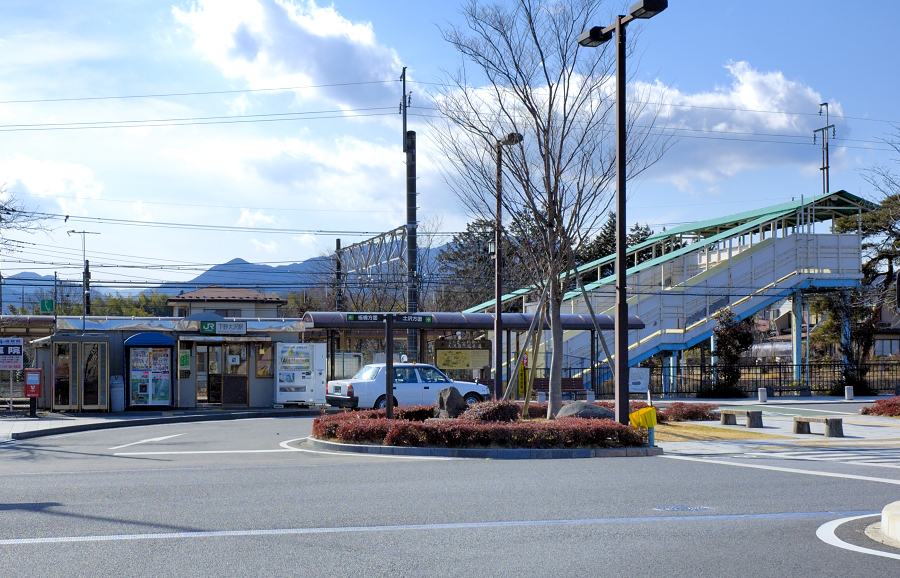
改修前の駅舎（2007年2月）
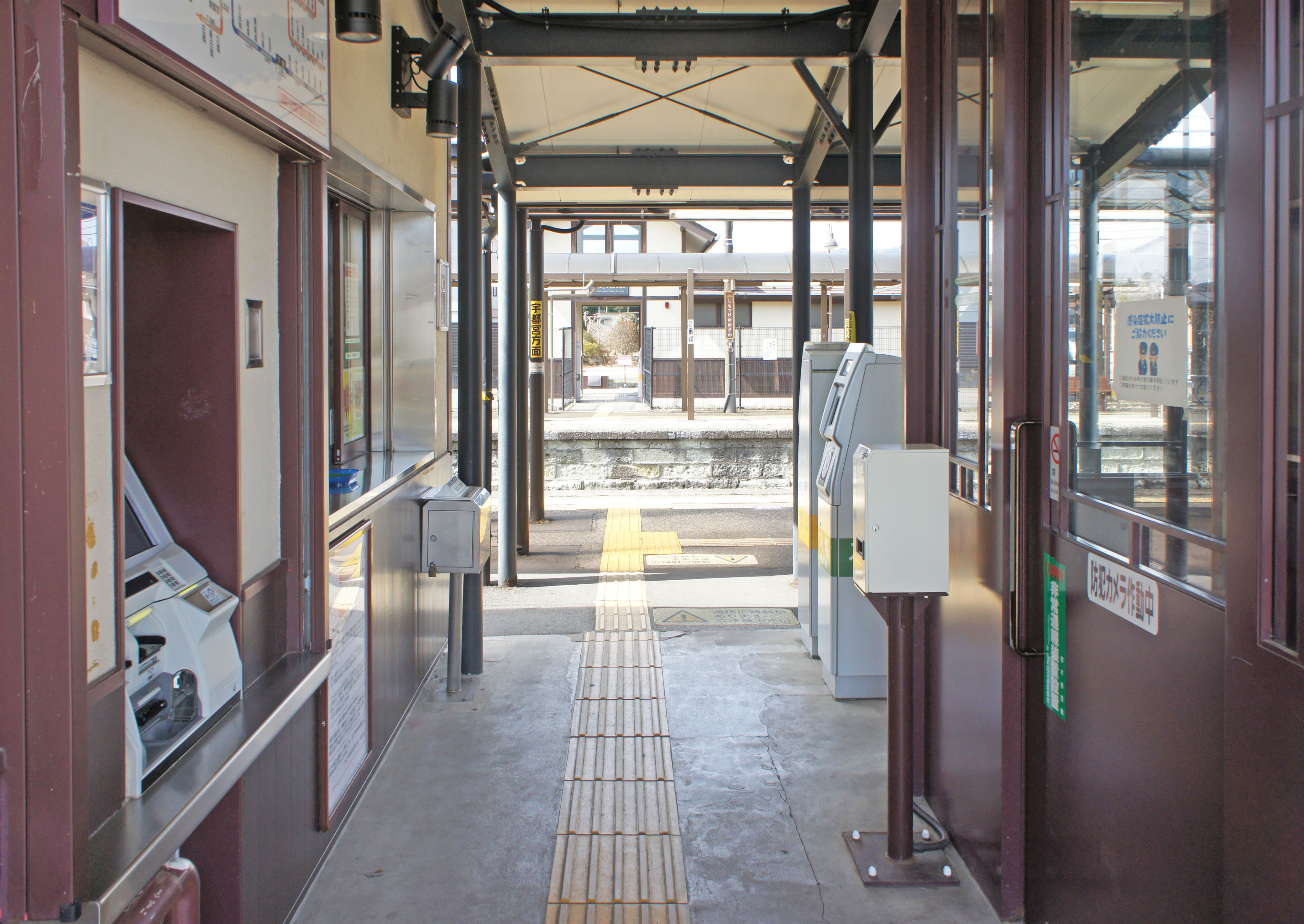
東口改札（2022年3月）
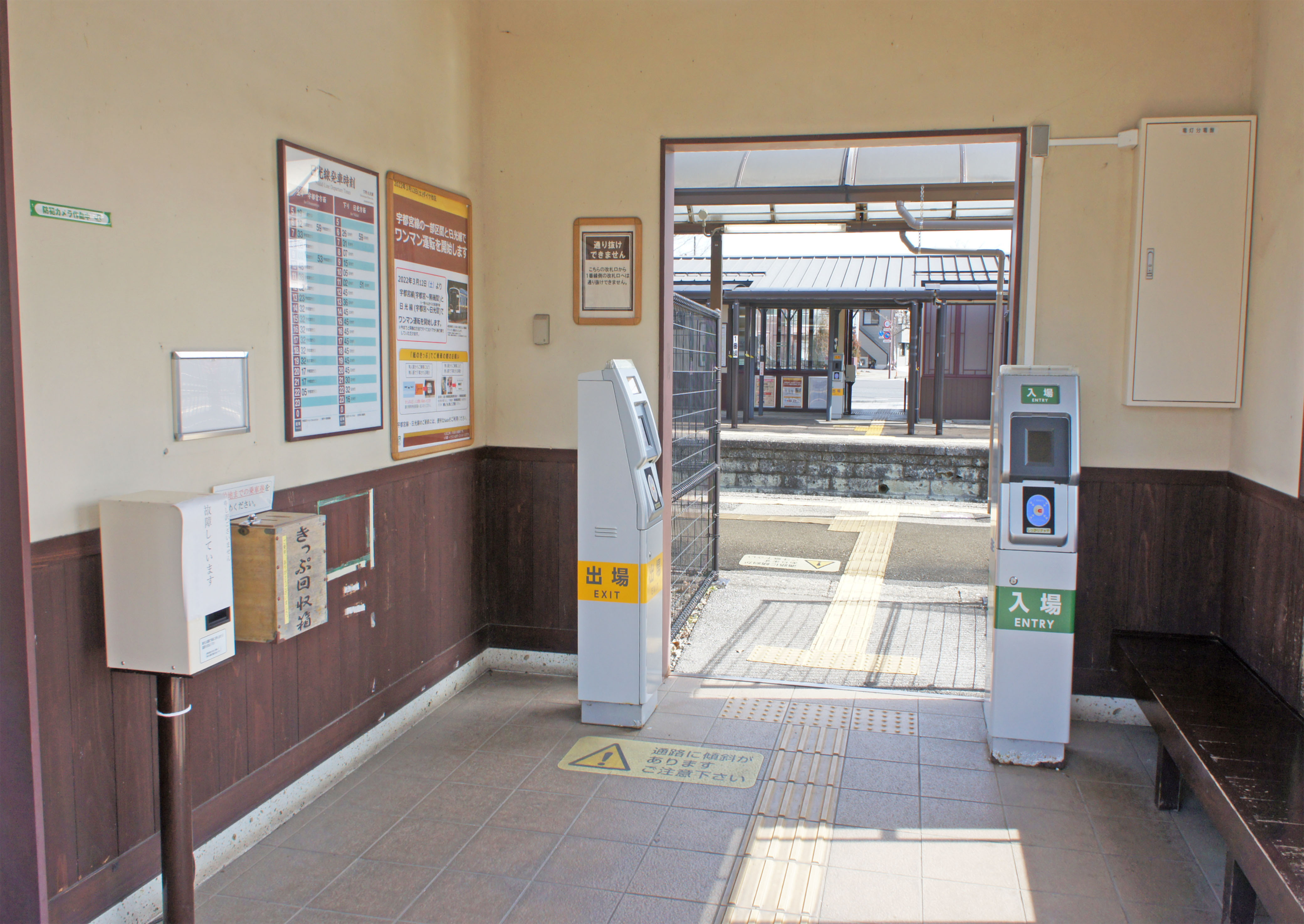
西口改札（2022年3月）
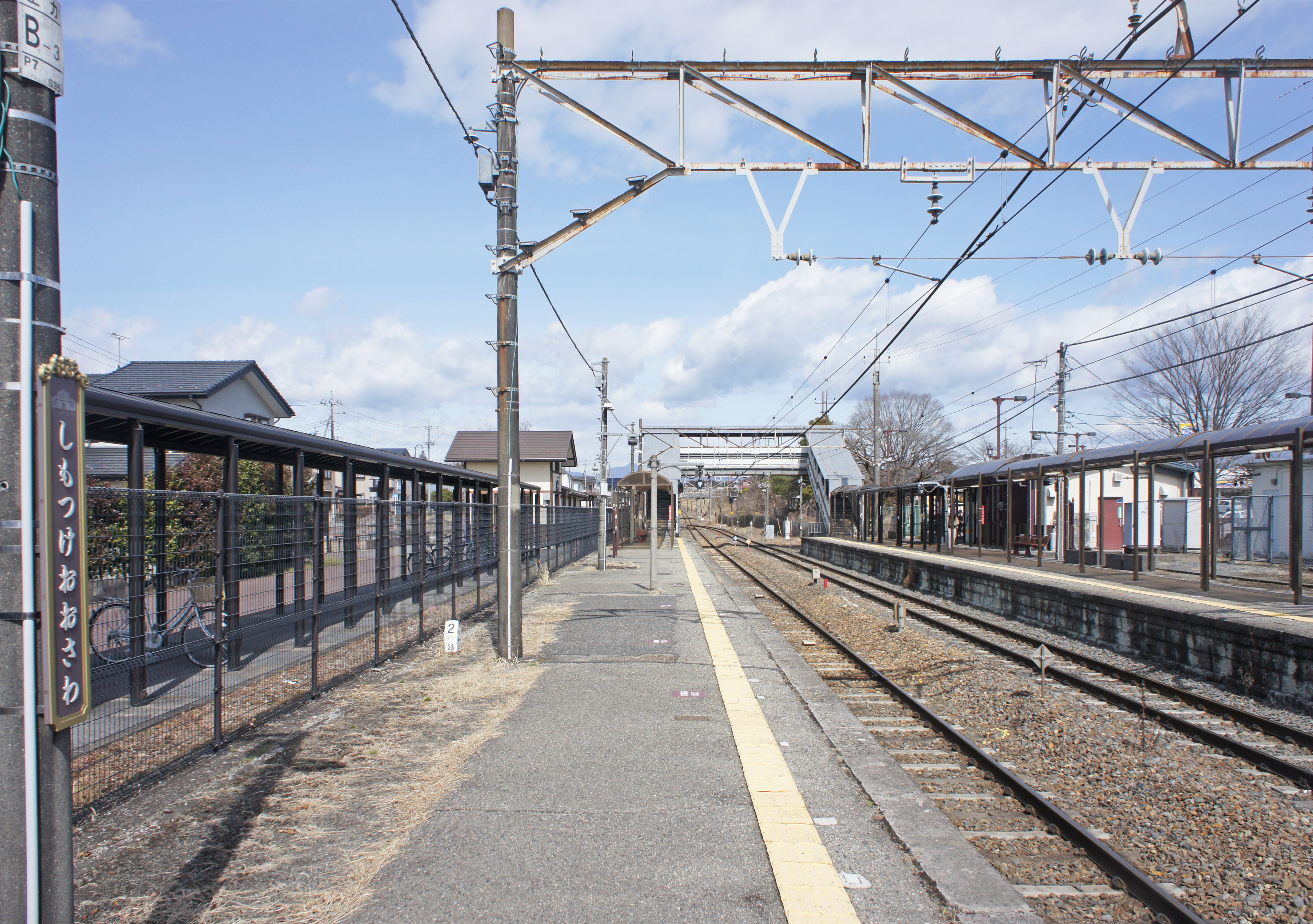
ホーム（2022年3月）

## 利用状況
JR東日本によると、2023年度（令和5年度）の1日平均乗車人員は686人である。
2000年度（平成12年度）以降の推移は以下のとおりである。
| 乗車人員推移       | 乗車人員推移     | 乗車人員推移    |
| 年度               | 1日平均 乗車人員 | 出典            |
| ------------------ | ---------------- | --------------- |
| 2000年（平成12年） | 999              | [ 利用客数 2 ]  |
| 2001年（平成13年） | 988              | [ 利用客数 3 ]  |
| 2002年（平成14年） | 933              | [ 利用客数 4 ]  |
| 2003年（平成15年） | 960              | [ 利用客数 5 ]  |
| 2004年（平成16年） | 943              | [ 利用客数 6 ]  |
| 2005年（平成17年） | 913              | [ 利用客数 7 ]  |
| 2006年（平成18年） | 912              | [ 利用客数 8 ]  |
| 2007年（平成19年） | 908              | [ 利用客数 9 ]  |
| 2008年（平成20年） | 851              | [ 利用客数 10 ] |
| 2009年（平成21年） | 826              | [ 利用客数 11 ] |
| 2010年（平成22年） | 805              | [ 利用客数 12 ] |
| 2011年（平成23年） | 770              | [ 利用客数 13 ] |
| 2012年（平成24年） | 763              | [ 利用客数 14 ] |
| 2013年（平成25年） | 773              | [ 利用客数 15 ] |
| 2014年（平成26年） | 731              | [ 利用客数 16 ] |
| 2015年（平成27年） | 751              | [ 利用客数 17 ] |
| 2016年（平成28年） | 745              | [ 利用客数 18 ] |
| 2017年（平成29年） | 782              | [ 利用客数 19 ] |
| 2018年（平成30年） | 791              | [ 利用客数 20 ] |
| 2019年（令和元年） | 782              | [ 利用客数 21 ] |
| 2020年（令和02年） | 607              | [ 利用客数 22 ] |
| 2021年（令和03年） | 638              | [ 利用客数 23 ] |
| 2022年（令和04年） | 669              | [ 利用客数 24 ] |
| 2023年（令和05年） | 686              | [ 利用客数 1 ]  |

## 駅周辺
当駅は日光市大沢地区（旧大沢村）の西の外れにあり、日光街道の19番目の宿場町（大沢宿）として栄えた同地区中心部へは栃木県道110号下野大沢停車場線で連絡している。駅周辺には宇都宮のベッドタウンが広がる。
- 日光市役所南原出張所
- 下野大沢駅前郵便局
- 足利銀行大沢出張所
- 日光市立南原小学校
- 日光市営バス「JR下野大沢駅」停留所

## 隣の駅
東日本旅客鉄道（JR東日本）
■日光線
文挟駅 - 下野大沢駅 - 今市駅

### 記事本文
1. 1 2 3 4 5  『週刊 JR全駅・全車両基地』 05号 上野駅・日光駅・下館駅ほか92駅、朝日新聞出版〈週刊朝日百科〉、2012年9月9日、29頁。
2. 1 2 3  石野哲（編）『停車場変遷大事典 国鉄・JR編 Ⅱ』（初版）JTB、1998年10月1日、469頁。ISBN 978-4-533-02980-6。
3. ↑  内閣印刷局, ed (1929-10-26). “鉄道省告示 第214号”. 官報 (国立国会図書館デジタルコレクション) (848).
4. ↑  「日誌（昭和37年度12月分）」『鉄道統計月報――昭和37年度12月分』、日本国有鉄道経理局審査統計課、1963年3月、doi:10.11501/2267839。
5. ↑  「CTC制御所が開所 日光線の営業新体制ととのう」『交通新聞』交通協力会、1970年3月17日、2面。
6. ↑  「通報 ●日光線文挟駅駅ほか1駅の駅員無配置について（旅客局）」『鉄道公報』日本国有鉄道総裁室文書課、1971年10月9日、2面。
7. ↑  『2008年3月 Suicaがますます便利になります』（PDF）（プレスリリース）東日本旅客鉄道、2007年12月21日。オリジナルの2016年3月4日時点におけるアーカイブ。2020年5月29日閲覧。
8. ↑  「JR日光線下野大沢駅 西口駅舎の完成祝う 30年越し住民要望実る」『下野新聞』下野新聞社、2010年12月5日、朝刊、23面。

### 利用状況
1. 1 2  “各駅の乗車人員（2023年度）”.   東日本旅客鉄道. 2024年7月20日閲覧。
2. ↑  “各駅の乗車人員（2000年度）”.   東日本旅客鉄道. 2019年3月8日閲覧。
3. ↑  “各駅の乗車人員（2001年度）”.   東日本旅客鉄道. 2019年3月8日閲覧。
4. ↑  “各駅の乗車人員（2002年度）”.   東日本旅客鉄道. 2019年3月8日閲覧。
5. ↑  “各駅の乗車人員（2003年度）”.   東日本旅客鉄道. 2019年3月8日閲覧。
6. ↑  “各駅の乗車人員（2004年度）”.   東日本旅客鉄道. 2019年3月8日閲覧。
7. ↑  “各駅の乗車人員（2005年度）”.   東日本旅客鉄道. 2019年3月8日閲覧。
8. ↑  “各駅の乗車人員（2006年度）”.   東日本旅客鉄道. 2019年3月8日閲覧。
9. ↑  “各駅の乗車人員（2007年度）”.   東日本旅客鉄道. 2019年3月8日閲覧。
10. ↑  “各駅の乗車人員（2008年度）”.   東日本旅客鉄道. 2019年3月8日閲覧。
11. ↑  “各駅の乗車人員（2009年度）”.   東日本旅客鉄道. 2019年3月8日閲覧。
12. ↑  “各駅の乗車人員（2010年度）”.   東日本旅客鉄道. 2019年3月8日閲覧。
13. ↑  “各駅の乗車人員（2011年度）”.   東日本旅客鉄道. 2019年3月8日閲覧。
14. ↑  “各駅の乗車人員（2012年度）”.   東日本旅客鉄道. 2019年3月8日閲覧。
15. ↑  “各駅の乗車人員（2013年度）”.   東日本旅客鉄道. 2019年3月8日閲覧。
16. ↑  “各駅の乗車人員（2014年度）”.   東日本旅客鉄道. 2019年3月8日閲覧。
17. ↑  “各駅の乗車人員（2015年度）”.   東日本旅客鉄道. 2019年3月8日閲覧。
18. ↑  “各駅の乗車人員（2016年度）”.   東日本旅客鉄道. 2019年3月8日閲覧。
19. ↑  “各駅の乗車人員（2017年度）”.   東日本旅客鉄道. 2019年3月8日閲覧。
20. ↑  “各駅の乗車人員（2018年度）”.   東日本旅客鉄道. 2019年7月21日閲覧。
21. ↑  “各駅の乗車人員（2019年度）”.   東日本旅客鉄道. 2020年7月18日閲覧。
22. ↑  “各駅の乗車人員（2020年度）”.   東日本旅客鉄道. 2021年7月28日閲覧。
23. ↑  “各駅の乗車人員（2021年度）”.   東日本旅客鉄道. 2022年8月12日閲覧。
24. ↑  “各駅の乗車人員（2022年度）”.   東日本旅客鉄道. 2023年7月9日閲覧。